# 斯通利角
斯通利角（英語：Stoneley Point），是南極洲的海岬，位於詹姆斯羅斯島西北岸，處於布蘭迪灣以西7公里，由英國南極名稱諮詢委員會命名，現時由南極條約體系管理。